# جام خیریه انگلستان ۱۹۶۲
 جام خیریه انگلستان ۱۹۶۲ ، ۴۰امین رقابت سالانه مابین قهرمانان لیگ دسته اول فوتبال انگلستان و جام حذفی فوتبال انگلستان است. 
این مسابقه در تاریخ ۱۱ آگوست ۱۹۶۲ مابین تیم‌های تاتنهام و ایپسویچ تاون در ورزشگاه پورتمن رود ایپسوییچ برگزار شده‌است. 
تیم تاتنهام در این مسابقه توانست با نتیجه پنج بر یک به پیروزی برسد.

## جزئیات مسابقه
| تاتنهام                                         | ۵ – ۱ | ایپسویچ تاون |
| ----------------------------------------------- | ----- | ------------ |
| گریوس ۳۷' ۵۸' · اسمیت ۴۲' · ویت ۸۱' · مدوین ۸۷' |       | استفنسون ۸۴' |